# پسفیک رسپاندر
پسفیک رسپاندر (به انگلیسی: Pacific Responder) یک کشتی است که طول آن ۶۳ متر (۲۰۷ فوت) می‌باشد. این کشتی در سال ۱۹۹۲ ساخته شد.